# Joaquim Masramon de Ventós
Joaquim Maria Masramon de Ventós (Olot, 1910-Girona, 1987) fou un arquitecte català. Llicenciat l'any 1940, des de 1940 i fins a 1976 ocupà el càrrec d'arquitecte provincial de la Diputació de Girona, tasca que va compaginar amb l'exercici lliure de la professió. En aquests anys col·labora amb arquitectes com Joan M. de Ribot i Josep Duixans, amb aquest darrer, va compartir despatx entre 1956 i 1972. Paral·lelament ocupà els càrrecs de Secretari i posteriorment, President Honorari, de la Comissió de Monuments de Girona.
La seva arquitectura va deixar una clara empremta en el panorama gironí. Marcada per l'austeritat de disseny i l'honestedat en l'ús dels materials, abraça gairebé totes les tipologies. Entre l'obra privada, cal destacar la Casa Escatllar de Girona (1941), la Casa Regàs del Pont Major (1943), la Clínica Muñoz de Girona (1946), la reforma i ampliació del Mas Montserrat de Llambilles (1955), la casa Triadú a les Pedreres de Girona (1943), la casa taller Fita (1969) i els conjunts d'habitatges per a l'Obra Social de Caixa de Girona, el grup d'habitatges pels obrers de la fàbrica Torras de Sarrià de Ter (1955) i el bloc d'habitatges del Patronat Rinaldi de Girona (1956). Pel que fa als edificis comercials, va projectar la seu central de la Caixa de Girona (1954-59), nombroses oficines per a aquesta mateixa entitat i les oficines del Banc de Bilbao a Girona (1949). En el camp de l'arquitectura pública, com arquitecte de la Diputació va intervenir en bona part de les infraestructures sanitàries, benèfiques i culturals d'aquesta institució. En són exemple l'Hospital de Santa Caterina de Girona, on hi projectà l'església (1947) i remodelà la resta del conjunt. L'antic hospici, actualment Casa de Cultura (1945), i el projecte de nou hospital provincial al Puig d'en Roca de Girona (1952), destinat finalment a residència geriàtrica. Pel que fa a l'arquitectura religiosa destaquen, entre d'altres, l'obra de la Parròquia de Sant Josep de Girona (1951-53) i la de Sant Jaume de Salt (1972), el santuari del Collell (1952) i la restauració de la Catedral de Girona de l'any 1941.